# Cystocoleus
Cystocoleus — рід грибів родини Cystocoleaceae. Назва вперше опублікована 1849 року.

## Класифікація
До роду Cystocoleus відносять 3 види:
- Cystocoleus ebeneus
- Cystocoleus niger
- Cystocoleus rupestris